# Sławnik
Sławnik (ur. X w.; zm. 18 czerwca 981) – głowa rodu Sławnikowiców, książę Libic. Prawdopodobnie był wnukiem Spytymira, synem Voka. Z jego imieniem wiąże się pierwsza pisemna wzmianka o Kłodzku z 981 roku u kronikarza praskiego, Kosmasa.
Był żonaty ze Strzeżysławą. Miał siedmiu synów, z czego sześciu z małżeństwa ze Strzeżysławą: 
- Sobiesław (Sobiebor) - książę libicki
- Spycimir (Spytymir)
- Pobrasław, Poraj (Porzej)
- Czesław (Czasław)
- Wojciech (Adalbert) - biskup Pragi, misjonarz do Prus, święty

oraz z innej żony: 
- Radzim (Gaudenty) - pierwszy arcybiskup gnieźnieński

Według Brunona z Kwerfurtu był bliskim krewnym cesarza Henryka II. Dokładne pokrewieństwo między rodem cesarskim a Sławnikiem nie jest znane. W literaturze historycznej wysunięto kilka hipotez na ten temat:
- Sławnik był wnukiem po kądzieli Arnulfa, księcia Bawarii, i siostrzeńcem Judyty, żony Henryka I bawarskiego, babki cesarza Henryka II (tak V. Tomek),
- dziadek Sławnika był skoligacony z rodem Henryka I Ptasznika (tak Rostislav Nový),
- Sławnik był spowinowacony przez żonę lub spokrewniony przez matkę z rodem Babenbergów (tak Danuta Borawska, Dušan Třeštík).

Według teorii dotyczących pochodzenia Sławnika, miał on być synem księcia Voka albo synem księcia czeskiego Wacława I Świętego i być tożsamy ze Zbrasławem.